# Thomas Strecker
Thomas Strecker (* 7. April 1971 in Ost-Berlin) ist ein ehemaliger deutscher Fußballspieler. Für den Berliner FC Dynamo spielte er in der höchsten Spielklasse der DDR, der DDR-Oberliga. Strecker ist mehrfacher Nachwuchsnationalspieler der DDR.

## Sportliche Laufbahn

### Vereinskarriere
Über die Schulsportgemeinschaft der 8. Oberschule in Berlin-Lichtenberg kam Strecker 1983 zum 1. FC Union Berlin, bei dem er bis 1987 spielte. Nachdem er sich einen Kaderplatz in den Jugendauswahlmannschaften des DFV erkämpft hatte, wechselte Strecker innerhalb seiner Heimatstadt zum BFC Dynamo, dem neben der SG Dynamo Dresden fußballerischen Aushängeschild der Sportvereinigung Dynamo, und in dessen republikweit erfolgreiche Nachwuchsabteilung.
Bereits in der Saison 1988/89 – als Strecker noch für die Juniorenoberligamannschaft des BFC nominiert war, mit der er Vizemeister wurde – absolvierte er seine ersten Spiele in der DDR-Oberliga. Erstmals spielte er dort am 3. Mai 1989, als er in der Begegnung des 19. Saisonspieltages in der Partie BFC gegen Dynamo Dresden (1:1) als Mittelfeldspieler aufgeboten worden war. Bis zum Saisonende kam Strecker auf insgesamt vier Erstligaeinsätze. Trotz seiner erfolgversprechenden Juniorenlaufbahn gelang es ihm in den folgenden zwei Spielzeiten nicht, sich einen Stammplatz in der Oberligamannschaft zu erobern.
In seinen elf Einsätzen der Saison 1989/90 stand er nur sechsmal in der Anfangself, lediglich zwei Spiele bestritt er über 90 Minuten. Im gewonnenen Pokalendspiel 1989 (1:0 über den FC Karl-Marx-Stadt) war Strecker nicht mit von der Partie. In seinem einzigen Europapokalspiel am 1. November 1989 gegen den AS Monaco (1:1) bestritt er nur die letzten 24 Minuten der Verlängerung. 1990/91 spielte Strecker nur fünf Mal in der Oberliga für die Berliner.
Im weiteren Verlauf der Saison 1990/91 spielte Strecker 2 Spiele für den FSV Lok Altmark Stendal in der zweithöchsten ostdeutschen Spielklasse. Ab Sommer 1991 war er mit dem 1. SC Norderstedt, bei dem ab 1995 sein früherer BFC-Mitspieler Thomas Grabow zu den Teamkollegen zählte, in der Oberliga Nord und Regionalliga Nord aktiv.
Im Verlauf der Spielzeit 1998/99 schloss sich Strecker dem TuS Holstein Quickborn 1914 an, mit dem er 2001 in die fünftklassige Verbandsliga Hamburg aufstieg. In der Saison 2002/03 verhalf Strecker dem SV Rugenbergen ebenfalls zum Aufstieg in die Verbandsliga Hamburg, wohnte ab Jahresende 2002 aber wieder in Berlin, arbeitete dort als Autoverkäufer und reiste eigens zu den Spielen an. Danach beendete er aus beruflichen Gründen seine Laufbahn als Fußballspieler.

### Auswahleinsätze
Nachdem er im Trikot des 1. FC Union U-16-Nationalspieler geworden war und mit dieser Elf an der EM 1987 in Frankreich teilgenommen hatte, blieb er auch beim BFC in den Notizbüchern der Verbandstrainer. Bis zum Frühjahr 1989 absolvierte er weitere Länderspiele in den verschiedenen Auswahlteams der DDR.
Mit der U-18-Auswahl wurde er in der ČSSR 1988 Dritter der U-18-Europameisterschaft. Das DDR-Fachblatt fuwo äußerte sich positiv über seinen einzigen Endrundenauftritt: „Fand sich bei seinem Einsatz im kleinen Finale sofort sehr gut in die Mannschaft ein. Entschied viele Zweikämpfe für sich, belebte mit seiner Laufstärke und seinem Spielverständnis unsere Aktionen.“ 1989 bestritt er alle drei Gruppenspiele beim Vorrundenaus der DDR-U-20 bei der U-20-Weltmeisterschaft in Saudi-Arabien.
Im weiteren Verlauf des Wendejahres 1989 wurde Strecker in die Olympiaauswahl berufen, mit der er mehrere Testspiele gegen andere Auswahlmannschaften und Klubs bestritt. Noch vor Beginn der Qualifikationsspiele für Olympia 1992, die mit der U-21-EM verknüpft waren, wurde die Mannschaft im Zuge der deutschen Wiedervereinigung zurückgezogen. In allen seinen Auswahlspielen war Strecker als Mittelfeldspieler eingesetzt worden.